# РХМ «Кашалот»

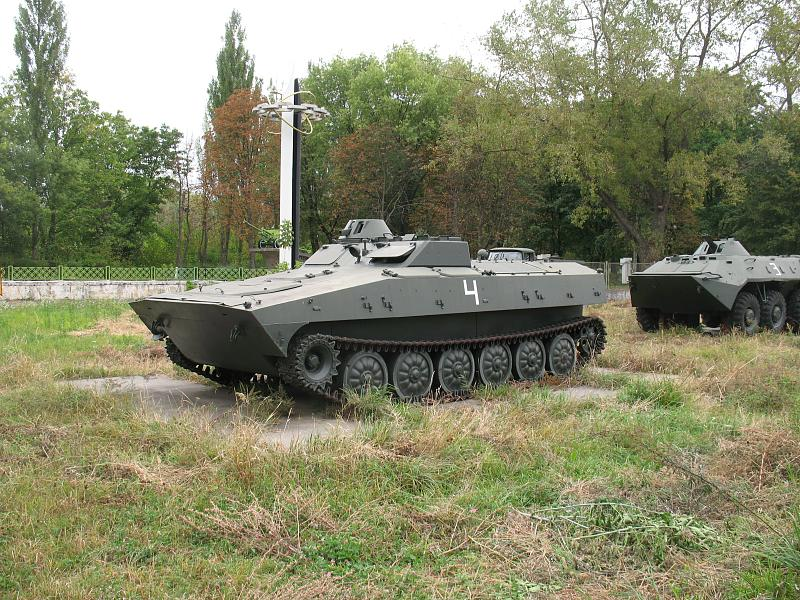
РХМ «Кашалот»

РХМ «Кашалот» — радянська розвідувальна хімічна машина. Створена на базі багатоцільового легкоброньованого тягача МТ-ЛБ.

## Опис
РХМ «Кашалот» призначена для радіаційної, хімічної та, частково, бактеріологічної розвідки. Обладнана різними приладами і засобами спостереження.

## Оператори
- СРСР — колишній оператор
- Росія — в/ч № 20634: 5 РХМ станом на 2000 рік[2]
- Україна — невідома кількість.